# Caballero Sombra (cómic)
El Caballero Sombra (Randall Spector) (Inglés Shadow Knight) es un personaje que aparece en los cómics estadounidenses publicados por Marvel Comics. Es presentado como un supervillano y el hermano mayor de Caballero Luna.
El joven Randall hizo su debut en la serie de televisión del Universo Cinematográfico de Marvel para Moon Knight (2022), interpretado por Claudio Fabian Contreras.

## Historial de publicaciones
Randall Spector se introdujo en la sección de respaldo de Hulk! #17 en octubre de 1979 como un misterioso asesino en serie conocido como el Hombre Hacha que asesina enfermeras en la ciudad de Nueva York. Caballero Luna intenta detener los asesinatos y finalmente deduce que el asesino es su hermano Randall. En el #18, Caballero Luna enfrenta a su hermano en Central Park, en una pelea donde Randall muere. Más tarde, el escritor Howard Mackie hizo retrocontinuidad para que esa persona fuera un impostor y Randall regresó en Marc Spector: Moon Knight # 33-37. Durante el crossover Shadowland, el escritor Gregg Hurwitz y el artista Ron Garney escribieron una serie limitada de tres números donde Caballero Luna tiene una confrontación final con su hermano.

## Biografía ficticia
Randall Spector nació en Chicago, Illinois, y es hijo de Elias Spector, un rabino que sobrevivió a la persecución nazi. Randall y Marc son hermanos, y en ciertos momentos ambos han sido elegidos como el avatar del dios egipcio de la luna Khonshu. Randall Spector creció con su hermano Marc desde su nacimiento, y jugaba juegos militares con él a menudo. Siguió a su hermano a la Infantería de Marina y, finalmente, ambos se convirtieron en mercenarios en el norte de Italia. Más tarde se descubre que Randall entonces mató a la novia enfermera de Marc. Marc persiguió a su hermano hasta que hubo un enfrentamiento. Marc arrojó una granada a la posición de francotirador de Randall, pensando que lo había matado, pero luego Randall regresa a Nueva York en una ola de asesinatos centrada en matar enfermeras con un hacha. Caballero Luna usa a su novia Marlene como cebo, pero no puede evitar que la apuñalen. Jura venganza, pero no puede matar a su hermano. Randall luego salta hacia Marc, pero él lo esquiva; sin embargo, Randall se apuñala a sí mismo en la rama de un árbol.
Más tarde se revela que la persona asesinada no era Randall, sino un impostor con recuerdos implantados. Randall es en realidad un miembro del Culto de Khonshu, habiendo sido mejorado místicamente con una piel impenetrable y una fuerza sobrehumana por la Princesa Nephthys.
Durante la historia de Shadowland, Randall resurgió misteriosamente como Caballero Sombra, convencido por Perfil de que él es el próximo avatar de Khonshu en la Tierra. Compartiendo esencialmente todos los poderes del Caballero Luna, excepto que puede emitir una ráfaga radioactiva de sus ojos, los dos son casi completamente iguales. Randall ataca a la novia embarazada de Caballero Luna, Marlene. Los dos finalmente se encuentran en Nueva Orleans siguiendo al misterioso Sapphire Crescent. Randall termina usando a un rehén como escudo con una bomba y Caballero Luna está lanzando medias lunas; sin embargo, Caballero Luna lanza el Sapphire Crescent y mata a su hermano.

## Poderes y habilidades
Los "tratamientos lunares" de Nepthys le otorgaron fuerza sobrehumana y durabilidad externa, aunque sus órganos internos permanecieron en niveles humanos normales. Randall poseía una amplia formación en espionaje y tácticas militares de combate; sin embargo, apenas pudo acceder a estas habilidades después de volverse loco.

### Equipamiento
Como Hombre del Hacha, usó una máscara de Halloween lista para usar para ocultar su rostro.
Como Caballero Sombra, usó una armadura corporal de Kevlar para mayor protección.

### Armas
Usa un hacha con mango de madera.

## En otros medios
Un joven Randall Spector aparece en el episodio "Asylum", de la serie de televisión de Marvel Cinematic Universe Moon Knight (2022), interpretado por Claudio Fabian Contreras. Esta versión murió en una cueva inundada que él y Marc Spector encontraron. Mientras Marc sobrevivió, su madre amargada y abusiva, Wendy, lo culpó por la muerte de Randall, lo que llevó a Marc a desarrollar un trastorno de identidad disociativo y a crear la personalidad de Steven Grant para protegerlo de ella.